# Gouvernement minoritaire
 (novembre 2024).
Un gouvernement minoritaire est, en régime parlementaire, un gouvernement qui ne dispose pas de la majorité absolue au Parlement. Ces gouvernements sont considérés comme non soutenus par le Parlement.

## Émergence
Dans un régime parlementaire, le gouvernement est politiquement responsable devant le Parlement. En principe, il doit donc disposer à tout moment de la confiance de la majorité absolue des députés. Dans le cas contraire, le Parlement peut refuser au gouvernement un vote de confiance ou voter une motion de censure qui le contraint à la démission.
Un gouvernement minoritaire peut cependant émerger dans plusieurs situations :
- Au début d'une législature : Lorsque les élections législatives ne permettent de dégager aucune majorité parlementaire : l'absence de majorité absolue, qui permettrait de former un gouvernement majoritaire, est fréquente dans les systèmes utilisant le scrutin proportionnel, en particulier s'il n'est pas compensé par des mécanismes visant à renforcer la majorité. Dans les pays utilisant le système de Westminster, une telle situation est qualifiée de parlement minoritaire. Si les partis représentés au Parlement ne parviennent pas à former un gouvernement de coalition, le représentant de l'un des partis, généralement celui qui dispose de la majorité relative, peut être chargé de former un gouvernement minoritaire.
- En cours de législature : Si la majorité parlementaire qui a permis la formation du gouvernement disparaît et que le gouvernement ne démissionne pas immédiatement, il se trouve mis en minorité au Parlement. Cette situation peut se produire en cas de rupture de la coalition gouvernementale ou en cas de division au sein du parti ou de l'un des partis de la majorité.

## Maintien au pouvoir
Le gouvernement minoritaire peut se maintenir au pouvoir dans diverses situations :
- La censure n'est pas possible : Les conditions d'une motion de censure peuvent ne pas être réunies. Par exemple, dans le système de la motion de censure constructive, une motion de censure doit désigner un successeur au chef du gouvernement qu'elle renverse. Si les partis d'opposition ne s'accordent pas pour désigner un candidat commun, la motion de censure ne peut être votée.
- L'opposition ne souhaite pas renverser le gouvernement : Les partis d'opposition peuvent ne pas souhaiter renverser le gouvernement. Compte tenu des forces politiques en présence, certains partis d'opposition peuvent préférer le maintien du gouvernement minoritaire à la solution alternative qui se dessinerait s'il était renversé. Ils peuvent aussi redouter une situation d'instabilité politique qui résulterait de la censure du gouvernement.
- L'opposition soutient sans participer : Les partis d'opposition peuvent accorder un soutien sans participation au gouvernement. Un gouvernement minoritaire peut se maintenir avec l'appui d'un ou plusieurs autres partis représentés au Parlement, qui lui accordent leur confiance mais, contrairement au gouvernement de coalition, n'entrent pas au gouvernement. Le soutien sans participation peut être formalisé par un programme de gouvernement commun.

## Types

### Gouvernements non soutenus
Un gouvernement homogène est composé par un ensemble de membres ayant une appartenance politique homogène. Ce gouvernement homogène, lorsqu’il ne possède que le soutien de son parti politique au Parlement, est alors qualifié de minoritaire. Le parti du gouvernement ne possédant pas de majorité lui permettant de faire passer ses lois, il est donc nécessaire de créer des majorités temporaires avec d’autres partis selon les affinités de position sur des projets ou propositions de lois en particulier. La plupart du temps, le gouvernement homogène minoritaire est issu d’un des plus grands partis politiques du Parlement. On retrouve cette configuration principalement au Canada et dans les pays scandinaves.
Le gouvernement de coalition minoritaire est un gouvernement composé d’un grand parti ayant réalisé une coalition avec un ensemble de petits partis afin d’accroître son nombre de sièges au Parlement. Dans ce cas, la coalition n’a pas permis de rassembler une majorité absolue des sièges du Parlement au gouvernement soutenu par cette coalition. Cette configuration se retrouve principalement dans les pays scandinaves.

### Gouvernement extra-parlementaire
Ce type de gouvernement est particulier dans la mesure où son objectif n’est pas de se préoccuper de la surface parlementaire. Il apparaît dans des situations très particulières puisqu’il est formé par des experts, n’ayant pas d’affiliation partisane, et n’appartenant traditionnellement pas à la sphère partisane. Ce type de configuration a eu lieu en Finlande, lors d’un régime pré-parlementaire.

## France

### IIIeetIVeRépubliques
En France, les pratiques parlementaires modernes apparaissent progressivement durant la IIIe, puis la IVe République, périodes pourtant marquées d’une forte instabilité gouvernementale.
Sous la IIIe République, les députés de la Chambre des Députés sont le plus souvent élus au scrutin majoritaire, sauf entre 1919 et 1928, période durant laquelle les députés sont élus par un scrutin mixte avec une dose de proportionnelle et une forte prime majoritaire. Ces modes de scrutin sont supposés produire des majorités plus cohérentes que le scrutin proportionnel, mais l’absence de groupements politiques clairs et disciplinés jusqu'au début du XXe siècle et la diversité des partisans de la République vont fragmenter la Chambre des députés. Les gouvernements s’appuient alors sur une base friable. De plus, après les événements de la crise du 16 mai 1877 et la démission du Maréchal de Mac Mahon, le droit de dissolution tombe en désuétude et n'est plus utilisé.
Un déséquilibre des pouvoirs s’installe alors entre le gouvernement et la Chambre des députés, le gouvernement se retrouvant souvent minoritaire et le président de la République refusant d’utiliser le droit de dissolution.
C’est réellement sous la IVe République que l’idée de gouvernement minoritaire apparaît.
Le mode de scrutin proportionnel produit une Assemblée nationale politiquement fragmentée et constituée de nombreux groupes. Ceux-ci s’unissent dans des coalitions très friables pour former des cabinets (tel est le nom donné au gouvernement sous la IVe République), mais leur retirent leur soutien ou les désavouent rapidement ensuite. Le déséquilibre instauré dans la IIIe République persiste : d’une part la réticence politique du Président du Conseil et d’autre part un encadrement constitutionnel strict limitent le recours au droit de dissolution (qui ne sera utilisé qu’une fois : le 2 décembre 1955).
Les cabinets sous la IVe République se retrouvent ainsi souvent minoritaires, mais ne le restent pas longtemps : les Présidents du Conseil vont régulièrement engager la responsabilité du cabinet sur une question de confiance, définie à l’article 49 de la Constitution de 1946.
La question est votée à scrutin public selon la Constitution. Le cabinet ne démissionne que si la confiance lui est refusée à la majorité absolue des députés.
Cependant, le résultat de la question de confiance est souvent partagé : sans majorité absolue refusant la confiance au gouvernement, il n’y a pas de majorité absolue la lui donnant non plus. Cette configuration cristallise le caractère minoritaire du cabinet : alors que rien ne l’y oblige dans la Constitution, le gouvernement va cependant donner une interprétation différente et remettre sa démission, ne se considérant plus soutenu par une majorité.
En conséquence de cette pratique, les gouvernements minoritaires ne durent pas sous la IVe République et l’instabilité gouvernementale endémique de celle-ci va se renforcer.

### VeRépublique
Sous la Ve République, il est théoriquement plus difficile pour un gouvernement d'être minoritaire, et en même temps il est plus simple pour celui-ci de se maintenir et de continuer à agir s'il l'est dans la pratique.
D'une part, les députés de l'Assemblée nationale sont élus (sauf en 1986) au scrutin uninominal majoritaire à deux tours, supposé mettre en place des majorités plus cohérentes. Ce mode de scrutin donne en effet plus d’importance aux principaux partis par rapport aux plus petits. De ce fait, un gouvernement s’appuie théoriquement sur une base plus solide et a moins de probabilité d’être minoritaire.
D'autre part, les relations entre le gouvernement et l’Assemblée nationale sont également bien plus équilibrées selon les dispositions de l’article 49 alinéa 1 de la Constitution relatives à l’engagement de la responsabilité du gouvernement devant l'Assemblée Nationale, et celles de l’article 49 alinéa 2 de la Constitution relatives au vote d’une motion de censure contre le Gouvernement.

Assemblée nationale après les élections de 1988.

Néanmoins, la France a connu plusieurs gouvernements minoritaires depuis l'instauration de la Cinquième République en 1958 :
- après les élections législatives de 1988, la majorité présidentielle (le Parti socialiste et ses alliés) n’obtient que 275 sièges[8]. La IXe législature verra les gouvernements minoritaires suivants :
  - Gouvernement Michel Rocard II, de juin 1988 à mai 1991,
  - Gouvernement Édith Cresson, de mai 1991 à avril 1992,
  - Gouvernement Pierre Bérégovoy, d'avril 1992 à mars 1993 ;
- après les élections législatives de 2022, la majorité présidentielle (la coalition Ensemble pour la République) n’obtient que 250 sièges. La XVIe législature verra les gouvernements minoritaires suivants :
  - Gouvernement Élisabeth Borne, de juin 2022 à janvier 2024,
  - Gouvernement Gabriel Attal, de janvier à juillet 2024 ;
- après les élections législatives de 2024, la majorité présidentielle (la coalition Ensemble pour la République) n’obtient que 166 sièges et construit des gouvernements avec le parti Les Républicains. La XVIIe législature voit les gouvernements minoritaires suivants :
- Gouvernement Michel Barnier, de septembre à décembre 2024,
- Gouvernement François Bayrou depuis décembre 2024.

#### Engagement de la responsabilité du gouvernement
L’investiture du Premier ministre ancrée dans les IIIe et IVe Républiques n’est plus obligatoire sous la Ve République.
Cela étant, il existe une certaine réminiscence de cette mécanique dans l'article 49 alinéa 1 de la Constitution : le Premier ministre peut en effet engager la responsabilité du gouvernement devant l’Assemblée nationale sur son programme ou une déclaration de politique générale. Dans ce cas, un vote à la majorité simple est effectué.
L'impact politique et médiatique de ce vote de confiance est fort : aussi, le Premier ministre ne s'y risque que s’il est sûr de gagner de manière éclatante. Ainsi, les gouvernements minoritaires ne s’y essaieront pas,.
Cet événement, arrivé par deux fois dans la Ve République, résulte surtout d'une divergence politique à l'intérieur des grands blocs :
Le 26 avril 1962, le vote de confiance de Georges Pompidou, alors Premier ministre, n’obtient que 259 voix sur une majorité absolue du nombre de députés de 290. En cause, une division dans la majorité de droite entre gaullistes et non gaullistes, à la suite du désaccord de la majorité parlementaire avec la réforme introduisant l’élection du président de la République au suffrage universel direct. Cette fracture sera à l’origine de la première motion de censure votée dans la Ve République quelques mois plus tard.
Le 16 septembre 2014, le second gouvernement de Manuel Valls n’obtient que 269 voix sur une majorité absolue du nombre de députés de 289. Cette fois en cause, les députés frondeurs du Parti socialiste qui s’abstiennent, étant en désaccord avec la politique du gouvernement. Cependant, craignant la dissolution de l’Assemblée et le désaveu de leur parti, ils n’iront pas jusqu’à voter la censure,,.

#### Censure du gouvernement
La motion de censure est également différente dans la Ve République.
Lors du vote d’une motion de censure, seuls les députés votant celle-ci se déplacent. De ce fait, on ne connaît pas le nombre de députés soutenant effectivement le gouvernement, ni le nombre de ceux qui se seraient abstenus. Il faut prouver la défiance de l’Assemblée envers le gouvernement, tandis que l’on présume dans le cas contraire sa confiance envers celui-ci.
Ainsi, le gouvernement est renversé uniquement si la motion de censure est votée, contrairement à la IVe République, durant laquelle il était d’usage que le gouvernement démissionne également s’il n’obtenait pas une majorité en sa faveur.
Les relations entre gouvernement et Assemblée sont également plus équilibrées. Le gouvernement pouvant avoir recours au droit de dissolution, les députés sont plutôt réticents à voter une motion de censure : il n’y a eu de ce fait que deux motions de censure passées avec succès
- dans un contexte très particulier contre le Gouvernement Georges Pompidou (1) le 4 octobre 1962[14],[15],[16],
- après l’engagement de responsabilité du Gouvernement Michel Barnier sur le projet de loi de financement de la Sécurité sociale le 4 décembre 2024.

## Belgique
La Belgique n’est pas familiarisée avec les gouvernements minoritaires. Ce type de gouvernement n’est d’ailleurs pas explicitement prévu par la Constitution, même si cette dernière n’empêche néanmoins pas son existence. Le plus souvent, des gouvernements minoritaires apparaissent à la suite d'élections lorsque le gouvernement qui était en place perd sa majorité et doit accomplir les affaires courantes en attendant la formation d'un nouveau gouvernement.

### Base juridique
En Belgique, c'est le Roi qui nomme le gouvernement. Cependant, la Belgique étant un État démocratique, la coutume constitutionnelle exige que cette nomination recueille le consentement de la Chambre des représentants, soit l'organe démocratiquement élu. Ce consentement se réalise via un vote de confiance. Il y a cependant une petite astuce constitutionnelle puisque la majorité nécessaire pour obtenir la confiance ne se calcule pas en fonction de l'ensemble des parlementaires, mais en fonction des votes émis. Ainsi que le relève un des spécialistes des gouvernements minoritaires en Belgique, Lucien Rigaux, « cela signifie que la majorité se calcule sur la base des membres présents et qu’elle n’exige pas de dépasser les 76 votes (la majorité des 150 sièges de la Chambre). De plus, la confiance est obtenue si elle recueille plus de voix en sa faveur qu’en sa défaveur. Par exemple, sur 100 voix exprimées, un gouvernement minoritaire peut être investi avec 40 votes positifs, 20 votes négatifs et 40 abstentions. L’abstention bienveillante de partis ne souhaitant pas, pour diverses raisons, monter dans la barque gouvernementale permet donc de former un gouvernement d’urgence investi des pleins pouvoirs et d’une légitimité démocratique ».

### Intérêt d'un gouvernement minoritaire
Comme pour les affaires courantes, le gouvernement minoritaire apporte, en temps de crise, une réponse institutionnelle souple qui permet à l’État de continuer à fonctionner et à pouvoir exercer ses missions essentielles. Cependant, à la différence des affaires courantes, l'action d'un gouvernement minoritaire n'est pas cadenassée aux affaires en cours, aux affaires journalières ou aux décisions urgentes. Il bénéficie de la plénitude de ses compétences puisqu'il est constitué sur la base d'une décision démocratique qui lui octroie de facto une certaine légitimité démocratique.

### Historique
Jamais dans les entités fédérées un gouvernement minoritaire n'a été formé spontanément. En revanche, au niveau de l'État central, puis fédéral, il y a eu cinq essais pour former un gouvernement minoritaire. Trois de ces essais ont été transformés. Ainsi que le relève Lucien Rigaux dans un numéro consacré à l'historique des gouvernements minoritaires en Belgique : "Les deux premières tentatives sont des échecs. En 1925, les libéraux connaissent une débâcle électorale. Ils préfèrent rester à l’écart d’une majorité gouvernementale. Le Parti catholique et le Parti ouvrier belge obtiennent chacun approximativement 40 % des sièges de sorte qu’ils ne peuvent pas gouverner seuls. Cependant, au sein du Parti catholique, demeurent de sérieuses réticences à collaborer avec les socialistes. Il faut dire que de vives tensions entre les deux camps, notamment au sujet de la flamandisation de l’Université de Gand et de la gestion des affaires extérieures, avaient provoqué la chute du gouvernement homogène catholique. Après 38 jours d’affaires courantes – ce qui est relativement long pour l’époque – le Roi désigne un cabinet catholique. Celui-ci est finalement tué dans l’œuf par le Parlement puisque ce dernier décide de ne pas accorder sa confiance au motif que la coalition catholique proposée ne respecte pas « le droit national flamand », qu’elle « n’est pas qualifiée pour résoudre les difficultés de la situation parlementaire » et qu’elle ne permet pas de combattre la bourgeoisie.
En 1946, le gouvernement d’union nationale, qui a suivi la Seconde Guerre mondiale, a déjà fait son temps. Les libéraux estiment que leur nouvelle défaite électorale les invite à subir une cure d’opposition. Les socialistes et les catholiques se sont empoignés durant la campagne électorale sur la question royale à savoir celle du retour du Roi Léopold III en Belgique, ce qui rend le climat politique particulièrement tendu. Les socialistes repoussent l’invitation de l’informateur catholique à former un gouvernement parce que les premiers veulent associer au gouvernement les communistes qui ont obtenu un meilleur résultat que le Parti libéral, alors que le Parti catholique s’y refuse catégoriquement. Après un mois de crise politique, un cabinet composé uniquement de socialistes est nommé par le Roi. À la tribune parlementaire, le Premier ministre d’alors, Paul-Henri Spaak, déclare : « si vous croyez pouvoir rapidement donner au pays un autre gouvernement que celui qui se présente devant vous, plus fort, basé sur une stable majorité, n’hésitez pas, renversez-nous. Mais si vous n’avez pas cette assurance, si vous prévoyez, après un vote négatif, une longue période d’hésitation, de conciliabules, de tentatives avortées, alors réfléchissez bien à ce que vous allez faire ». Il succombe néanmoins quelques jours plus tard puisqu’avec autant de voix en sa faveur qu’en sa défaveur, il ne bénéficie pas de la confiance du Parlement. La défaite a dû être d’autant plus difficile à avaler que deux députés socialistes étaient partis avant le vote pour ne pas rater leur train pour Liège".
En revanche, les trois dernières tentatives sont des réussites.
D'abord, en 1958, un gouvernement minoritaire reçoit pour la première fois le soutien du Parlement. "Le Parti social-chrétien obtient un score remarquable qui n’a rien à envier à ses résultats du XIXe siècle avec 104 sièges sur 212. Cependant, la formation gouvernementale patine notamment sur la question scolaire qui oppose les catholiques et les laïques et qui a trait au financement des écoles catholiques et publiques. Tant les socialistes que les libéraux ont l’impression de participer à un jeu de dupes où le moins-disant aura la chance de prétendre à quelques postes d’un gouvernement qui réalisera l’intégralité du programme chrétien. Le Parti social-chrétien tente alors de capitaliser sur ses 104 sièges pour recevoir la confiance. Contre toute attente, l’abstention d’un député de la Volksunie et de deux libéraux lui suffit pour se voir attribuer la confiance du Parlement. Le gouvernement minoritaire Eyskens II reçoit ainsi le soutien de la majorité relative des membres présents par 106 pour et 104 contre. Quelques mois plus tard, le gouvernement minoritaire deviendra majoritaire lorsque le parti libéral rejoint l’équipe gouvernementale après qu’un accord soit trouvé sur la question scolaire".
Ensuite, en 1974, le contexte politique s’inscrit dans celui des réformes de l’État initiées en 1970. L’autonomie communautaire est acquise, mais la mise en œuvre de la régionalisation piétine notamment parce que le dossier bruxellois est répétitivement mis au frigo. Quinze jours après les élections du 10 mars 1974, Léo Tindemans (CVP) est nommé formateur. Il entame des négociations avec les libéraux et les socialistes pour former un gouvernement qui peut bénéficier d’une large assise parlementaire. Alors que les libéraux semblent acquiescer, la négociation avec les socialistes fait apparaître des divergences, et ce principalement sur la mise en œuvre de la régionalisation, sur la question de l’immixtion de l’État dans les affaires économiques ainsi que sur la méthode de négociation « de communauté à communauté » laquelle associe les partis dits communautaires plutôt que des familles politiques. Les socialistes, qui avaient fait une campagne fortement marquée à gauche, décident au Congrès de Namur de se retirer des négociations et dénoncent la formation d’une « coalition des droites ». Ne renonçant pas à constituer une large majorité, les familles politiques sociale-chrétienne et libérale négocient avec les partis communautaires. Un accord partiel est trouvé à Steenokkerzeel. Pour le Rassemblement Wallon tant qu’il n’existe pas un accord sur tout, il n’y a d’accord sur rien. Il décide néanmoins d’accorder ses abstentions bienveillantes à la coalition libérale chrétienne pour que se forme un gouvernement rapidement. Avec 100 voix pour, 63 contre et surtout 47 abstentions, le gouvernement minoritaire Tindemans I obtient la confiance de la Chambre et celle du Sénat cinq jours plus tard. Le Rassemblement wallon finira, lui aussi, par rejoindre, la coalition qui deviendra majoritaire quelques mois plus tard".
Enfin, la dernière tentative qui a réussi s'est produite en 2020 pour lutter contre la crise du Covid-19. Alors que les négociations piétinent depuis les dernières élections du 26 mai 2019, la crise du coronavirus rabat les cartes. Une sorte d'union nationale à laquelle n'adhère néanmoins pas la N-VA, le Vlaams belang et le PTB décide d'accorder sa confiance au gouvernement Wilmès II afin de lui donner la plénitude des compétences, et surtout une légitimité démocratique pour faire face à la crise sanitaire.

### Inconvénient
Le principal inconvénient du gouvernement minoritaire consenti par l'assemblée élue est qu'il peut être institué sans qu'une majorité des membres du Parlement se soit prononcé en sa faveur, mais qu'en revanche pour le destituer, il faut nécessairement une majorité des membres de l'assemblée (76 minimum).

## Royaume-Uni

### Base juridique
Le Royaume-Uni ne possède pas de Constitution écrite formelle, mais un ensemble de traditions qui proviennent de textes législatifs anciens ou plus récents, tels que la Magna Carta (1215), le Constitutional Reform Act (2005), le Fixed-Term Parliamentary Act (2011) ou les décisions des tribunaux.
Le Royaume-Uni est un exemple de bipartisme. Ce système ne signifie pas qu’il n’existe que deux partis politiques, puisqu’il en existe davantage ; néanmoins, seuls deux partis politiques retiennent l’attention électorale puisqu’il s’agit des partis susceptibles d’obtenir la majorité absolue des sièges de la Chambre des Communes, notamment à cause du mode de scrutin uninominal majoritaire à un tour.

### Cas et implications
L’alternance du pouvoir a eu lieu entre les Conservateurs et les Libéraux jusqu’à l’apparition du Parti Travailliste à la fin du XIXe et début XXe siècle puis des Libéraux-Démocrates en 1989.
En raison du mode de scrutin et du bipartisme qui en découle, il n’y a pas de gouvernement homogène minoritaire en Grande-Bretagne.
Cependant, il existe des cas de gouvernement de coalition, notamment lors des élections du 6 mai 2010 qui a associé les conservateurs et libéraux-démocrates, aucun des deux partis n’étant parvenu à obtenir la majorité absolue dans la Chambre des Communes.
Theresa May fut à la tête d'un gouvernement conservateur minoritaire à partir des élections anticipées de juin 2017 jusqu'à sa démission en Juillet 2019. Son parti avait alors perdu sa majorité absolue au Parlement. Elle compte sur le soutien d'élus du DUP, le parti unioniste nord-irlandais, soutien qui a largement freiné l'avancée du Brexit, les deux formations butant sur la question de l'union douanière avec l'Union européenne.

Boris Johnson hérite de la situation. Face au blocage de son accord de retrait de l'Union européenne, il demande et obtient de nouvelles élections pour le 12 décembre 2019.

## Espagne

### Base juridique
L’Espagne est régie par une organisation des pouvoirs caractéristique du régime parlementaire qui transparaît dans la Constitution espagnole. La séparation entre le pouvoir exécutif et le parlement bicaméral (congrès des députés et Sénat) est souple, dans la mesure ou elle préserve entre eux des relations de collaboration et une interdépendance contribuant à l’équilibre du régime. Sont réunies les conditions essentielles du régime parlementaire : bicéphalisme de l’exécutif (Roi et conseil des ministres dirigés par un « président du gouvernement ».
L'investiture du président du gouvernement est régie par l'article 97 de la Constitution espagnole de 1978. C'est d'abord le roi d'Espagne qui, après consultation des représentants des partis politiques ayant obtenu une représentation parlementaire, doit proposer un candidat à la présidence du gouvernement. Aucun texte législatif n'oblige le roi à choisir un candidat faisant partie de la coalition majoritaire. Le candidat est ensuite présenté aux députés qui doivent voter à la majorité absolue l'investiture du président. Si ce n'est pas le cas, un autre vote est organisé dans lequel la majorité simple suffit. Il peut cependant arriver que le candidat n'obtienne pas la majorité lors du second scrutin : le 4 mars 2016, Pedro Sánchez échoue avec 131 voix favorables et 219 défavorables. Dans ce cas présent, sa candidature est rejetée par l'assemblée et la procédure d'investiture est recommencée depuis le début.
C'est donc dans le but de faciliter l'investiture rapide du président du gouvernement que la Constitution espagnole de 1978 a accepté l'hypothèse d'un gouvernement minoritaire.

### Gouvernement actuel
Après deux décennies de stabilité, caractérisées par un bipartisme entre le Parti socialiste ouvrier espagnol (PSOE) et le Parti populaire (PP), une refonte du paysage politique et l'émergence rapide de nouveaux partis comme le parti de gauche Podemos bouleversent les élections générales espagnoles. Ce bouleversement politique est illustré par les élections générales du 20 décembre 2015 : le Parti populaire (PP) arrive en tête avec 28,72 % des voix et obtient 123 sièges, mais il perd sa majorité absolue. Le Parti socialiste obtient 22,02 % et 90 sièges, un score historiquement bas. En revanche, les nouveaux partis obtiennent des résultats inédits, avec 20,68 % pour le parti Podemos et 13,94 % pour le parti Ciudadanos. Ce nouveau paysage politique met fin au bipartisme historique, empêchant la formation d'une majorité. Pendant plusieurs mois, les partis négocient sans succès des alliances pour former un gouvernement. Deux tentatives de nomination de gouvernements sont effectuées par le PSOE en mars 2016. Alors qu'aucun parti ne dispose d'une majorité au Congrès des députés, le PP parvient finalement à s'entendre avec Ciudadanos et obtient des socialistes, en octobre 2016, de pouvoir former un gouvernement minoritaire.
Arrivé au pouvoir le 1er juin, Pedro Sanchez avait rassemblé une majorité hétérogène pour renverser son prédécesseur de droite Mariano Rajoy. Le gouvernement Sánchez est le gouvernement du royaume d'Espagne depuis le 7 juin 2018. Avec seulement 84 sièges sur 350 pour son parti socialiste (PSOE), Pedro Sánchez est à la tête du gouvernement le plus minoritaire de l'histoire de l’Espagne. Il est formé d’une coalition politique entre le Parti socialiste ouvrier espagnol (PSOE) et le Parti des socialistes de Catalogne (PSC).
Pedro Sánchez a essuyé en juillet 2018 un premier revers important au parlement qui met en évidence la faiblesse de son gouvernement minoritaire. En effet, le budget 2019, résultat d’un accord avec Podemos, a été largement rejeté par les députés, avec 172 voix contre et 88 pour. Ce rejet peut s’expliquer par des tensions entre le pouvoir central et les indépendantistes, le Parti démocrate européen catalan (PDeCat) et la Gauche républicaine de Catalogne (ERC) qui ont refusé d’apporter leur soutien au président. Il n’a donc pas réussi à maintenir la fragile majorité hétérogène formée par les socialistes, la gauche radicale, les indépendantistes catalans et les nationalistes basques.
À la suite de ce rejet, Pedro Sánchez a annoncé le vendredi 15 février la tenue d'élections anticipées pour le 28 avril 2019.

## Canada
Au cours de l’histoire de la politique canadienne, quatorze gouvernements minoritaires au niveau fédéral ont siégé. Le dernier gouvernement minoritaire fédéral est élu aux élections de 2021.
En situation minoritaire, un gouvernement doit s’assurer l’appui des autres partis afin de demeurer au pouvoir. Le besoin de coalition rend le gouvernement minoritaire plus instable qu’un gouvernement majoritaire par nature. Au niveau fédéral, aucun gouvernement minoritaire n’a duré pour un mandat complet. Ainsi les gouvernements minoritaires ont une durée moyenne de 22 mois, alors que la configuration majoritaire obtient une moyenne de 48 mois. Leur courte durée entraîne alors des élections plus fréquentes, environ tous les deux ans contre quatre ans en moyenne dans le cas d’un gouvernement majoritaire.
Pour autant, un parlement en situation de gouvernement minoritaire n’est pas forcément inefficace quant à sa fonction législative. En effet, leur efficacité législative est relativement comparable à leur équivalent majoritaire.

### Québec
Selon la composition de l’Assemblée nationale, le gouvernement peut être majoritaire ou minoritaire. Si le groupe parlementaire formant le gouvernement regroupe plus de la moitié des 125 députés, il est majoritaire. S’il regroupe moins de la moitié des 125 députés, il est minoritaire.
Le parti politique qui remporte le plus grand nombre de sièges forme le gouvernement et le chef de ce parti devient premier ministre.
Le gouvernement est majoritaire lorsque seulement deux groupes parlementaires sont représentés à l’Assemblée nationale. En effet, le nombre de sièges (125) étant impair, cela donne forcément la majorité à un groupe sauf dans l’éventualité où un nombre de députés indépendants modifie la situation.
Dans l’histoire de l’Assemblée nationale, les gouvernements ont presque tous été majoritaires.
Si le gouvernement détient moins de la moitié des sièges, il est minoritaire. Cela signifie qu’ensemble, les groupes d’opposition détiennent plus de sièges que le gouvernement. Cette situation est généralement caractérisée par la présence d’un 3e groupe parlementaire à l’Assemblée nationale.
Le système étant parlementaire, il repose sur la responsabilité ministérielle. L’Assemblée peut mettre en cause sa confiance envers le gouvernement lors d’un vote sur différentes motions :
- Motion de censure
- Motion proposant l’adoption de la politique générale du gouvernement
- Motion proposant l’adoption de la politique budgétaire du gouvernement
- Motion d’adoption d’un projet de loi de crédits
- Motion sur laquelle le gouvernement engage sa responsabilité.

Lorsque l’Assemblée retire sa confiance envers le gouvernement, celui-ci doit démissionner et de nouvelles élections sont déclenchées.
Les cas de gouvernements minoritaires sont assez rares à l’Assemblée nationale du Québec. On en compte seulement 3 :
- 1878-1879 (4e législature), gouvernement du Parti libéral du Québec dit « égalitaire » dirigé par Henri-Gustave Joly de Lotbinière.
- 2007-2008 (38e législature), gouvernement minoritaire du Parti libéral du Québec dirigé par Jean Charest.
- 2012-2014 (40e législature), gouvernement minoritaire du Parti québécois dirigé par Pauline Marois.